# ТЕС Сугер
ТЕС Сугер (Sonaghter) — теплова електростанція на північному заході Алжиру у вілаєті Мостаганем. Розташована на середземноморському узбережжі за кілька кілометрів на північний схід від столиці провінції міста Мостаганем та у 80 км на схід від другого за величиною міста країни Оран.
ТЕС Sonaghter є однією з шести парогазових станцій комбінованого циклу, контракти на спорудження яких на початку 2014 року уклала алжирська електроенергетична компанія Sonelgaz (поряд з ТЕС Каїс, Умаш, Беллара, Джельфа та Наама). Станція Sonaghter складається із двох однотипних блоків, кожен з яких має дві газові турбіни General Electric типу 9FA, що через котли-утилізатори живлять одну парову турбіну виробництва тієї ж компанії. Загальна проектна потужність ТЕС становить 1450 МВт.
Генеральним підрядником обрали південнокорейську компанію Samsung. Будівельні роботи на площадці ТЕС розпочались у другому кварталі 2014-го з первісним очікуваним строком завершення у першому кварталі 2018 року. Втім, станом на осінь 2017-го рівень виконання робіт оцінювався лише у 55 %, а термін введення станції зсунули аж на 2021 рік. Можливо відзначити, що схожі (хоча й різні за тривалістю) затримки відбувались в той час зі спорудженням майже всіх згаданих вище станцій, замовлених за результатами тендеру 2013 року.
Станція споживає природний газ, що надходить до Сугеру по газотранспортному коридору Хассі-Р'Мель – Арзу.